# Гошадзе, Мариам Сергеевна
Мариам Сергеевна Гошадзе (груз. მარიამ სერგეევნა გოშაძე, 1905, Сигнахский уезд, Тифлисская губерния, Российская империя — дата смерти неизвестна, Лагодехский район, Грузинская ССР) — звеньевая колхоза имени Тельмана Лагодехского района, Грузинская ССР. Герой Социалистического Труда (1949).

## Биография
Родилась в 1905 году в крестьянской семье в одном из сельских населённых пунктов Сигнахского уезда (сегодня — Лагодехский муниципалитет). Окончила местную сельскую школу. Трудилась в частном сельском хозяйстве. После начала коллективизации работала рядовой колхозницей в колхозе имени Тельмана Лагодехского района, председателем которого был Георгий Виссарионович Натрошвили. В послевоенные годы была назначена звеньевой табаководческого звена.
В 1948 году звено под её руководством собрало в среднем с каждого гектара по 35,1 центнеров сотового листа табака «Трапезонд» на участке площадью 6 гектаров. Указом Президиума Верховного Совета СССР от 3 мая 1949 года удостоена звания Героя Социалистического Труда за «получение высоких урожаев кукурузы и табака в 1948 году» с вручением ордена Ленина и золотой медали «Серп и Молот».
Этим же Указом звание Героя Социалистического Труда получили также труженики колхоза бригадир С. И. Бесашвили, звеньевые И. И. Кадагишвили и А. В. Ломидзе.
После выхода на пенсию проживала в селе Шрома. Дата смерти не установлена.